# Donato Gama da Silva
Donato Gama da Silva (Rio de Janeiro, Brasil, 30 de desembre de 1962) és un exfutbolista brasiler nacionalitzat espanyol. Jugava de posició migcampista o defensa central i el seu últim equip va ser el Deportivo de La Corunya de la Primera Divisió espanyola. Va ser internacional amb la selecció espanyola.

## Trajectòria
Va arribar a Espanya el 1988, des del club brasiler Club de Regatas Vasco da Gama, en el qual havia obtingut tres campionats cariocas el 1982, 1987 i 1988. El seu primer equip a Espanya va ser l'Atlètic de Madrid i, després de 5 grans temporades, va ser fitxat pel Deportivo de La Corunya juntament amb el seu company Alfredo Santaelena. Al principi el seu fitxatge va ser molt criticat per l'afició deportivista, degut al fet que venia lesionat i ja amb 30 anys.
L'any de la seva arribada al Deportivo, Mauro Silva es lesiona i Donato comença a jugar de migcampista defensiu, on va ser titular tota la temporada. A més es va convertir en el tirador de penals de l'equip, marcant més de 25 gols de penal. Amb la tornada de Mauro Silva i la sortida d'Alberto Albístegi, Donato va prendre un caire més defensiu i va passar a liderar el centre de la defensa juntament amb Voro, José Luis Ribera i Miroslav Đukić. Tot i ocupar la posició de defensa, va marcar molts gols en l'equip gallec, gairebé 10 per temporada. Les lesions el van respectar bastant i sempre va rendir per al seu equip amb un lliurament infatigable. Com anècdota cap assenyalar que va jugar de porter un partit amb el Deportivo.
Donato va assolir el gol que va obrir el camí del triomf en el partit Depor–Espanyol que va donar a l'equip gallec els últims punts necessaris per a proclamar-se Campió de la Primera Divisió espanyola per primera vegada en la seva història.
Amb el Deportivo va marcar alguns dels gols més bells de l'equip, destacant el realitzat a l'Athletic Club gràcies a un tir des de 52 metres. A totes aquestes virtuts ha d'afegir-se la seva gran capacitat de destrucció basada en la seva força física. Es va retirar amb 40 anys; va ser el jugador de més edat a marcar en la primera divisió i el jugador nascut fora d'Espanya que més partits ha disputat. En l'àmbit personal, Donato pertany al ministeri dels Atletes de Crist.

## Selecció
Ha estat internacional amb la selecció espanyola. El 1994 va obtenir la nacionalitat espanyola. A més va ser convocat en una ocasió per la selecció de futbol de Brasil per a jugar un amistós davant Dinamarca. Era una gran oportunitat per a ell però Donato no va acudir perquè havia de jugar un important compromís de Copa del Rei amb l'Atlètic de Madrid. Va ser internacional absolut en 12 ocasions amb la samarreta d'Espanya.
Va participar en l'Eurocopa 1996. El seu debut amb la selecció va ser el 16 de novembre de 1994, en un Espanya-Dinamarca (3-0). Va jugar el partit complet i va marcar el segon gol espanyol.

## Clubs
| Club                             | Lliga     | Any       |
| -------------------------------- | --------- | --------- |
| Club de Regatas Vasco da Gama    | Brasilera | 1980-1988 |
| Club Atlético de Madrid          | Espanyola | 1988-1993 |
| Real Club Deportivo de La Coruña | Espanyola | 1993-2003 |

## Palmarès
| Títol               | Club                             | Any  |
| ------------------- | -------------------------------- | ---- |
| Campionat Carioca   | Club de Regatas Vasco da Gama    | 1982 |
| Campionat Carioca   | Club de Regatas Vasco da Gama    | 1987 |
| Campionat Carioca   | Club de Regatas Vasco da Gama    | 1988 |
| Copa del Rei        | Club Atlético de Madrid          | 1991 |
| Copa del Rei        | Club Atlético de Madrid          | 1992 |
| Copa del Rei        | Real Club Deportivo de La Coruña | 1995 |
| Supercopa d'Espanya | Real Club Deportivo de La Coruña | 1995 |
| Lliga               | Real Club Deportivo de La Coruña | 2000 |
| Supercopa d'Espanya | Real Club Deportivo de La Coruña | 2000 |
| Copa del Rei        | Real Club Deportivo de La Coruña | 2002 |
| Supercopa d'Espanya | Real Club Deportivo de La Coruña | 2002 |